# Pau Ribes
Pau Ribes Culla (Dosrius, 1º settembre 1995) è un nuotatore artistico spagnolo.

## Biografia
Ha rappresentato la Spagna ai campionati mondiali di nuoto di Kazan' 2015 nel concorso del duo misto libero, al fianco della connazionale Gemma Mengual, concludendo la gara al quinto posto.
Con la compagna di nazionale Berta Ferreras, ha vinto due medaglie di bronzo agli europei di nuoto di Londra 2016 nel duo misto tecnico e nel duo misto libero.

## Palmarès
- Europei di nuoto

Londra 2016: bronzo nel duo misto tecnico e nel duo misto libero
Glasgow 2018: bronzo nel duo misto tecnico; bronzo nel duo misto libero;
Budapest 2020: argento nel duo misto tecnico